# Große Kuckuckstaube
Die Große Kuckuckstaube (Macropygia magna), auch Schweiftaube genannt, ist eine Art der Taubenvögel, die zu den Kuckuckstauben zählt. Sie ist innerhalb dieser Gattung die größte Art. Das Verbreitungsgebiet der Großen Kuckuckstaube sind Inseln in Südostasien. Es werden mehrere Unterarten unterschieden. 
Die Bestandssituation der Großen Kuckuckstaube wird mit ungefährdet (least concern) angegeben.

## Erscheinungsbild
Die Große Kuckuckstaube weist den für Kuckuckstauben typischen schlanken Körperbau mit einem schlanken Körper und einem im Verhältnis zur Körpergröße langen, gestuften Schwanz auf. Der lange Schwanz hat auch zu dem Namen Schweiftaube geführt. Sie erreicht eine Körperlänge bis 41 Zentimetern. Sie entspricht damit in der Größe etwa einer Stadttaube. 19 bis 21 Zentimeter der Gesamtkörperlänge entfallen auf den Schwanz. Es existiert ein Geschlechtsdimorphismus. Anders als für andere Arten der Kuckuckstauben typisch weist das Männchen ein Gefieder auf, das stärker als beim Weibchen quergebändert ist.

### Erscheinungsbild der Männchen
Der Kopf, Hals, der obere Mantel und die Brust sind gelbbraun mit einer dunklen Querbänderung. Besonders auffällig ist diese Querbänderung an den Halsseiten. Die Kehle ist hell gelbbraun, die Brust und der Bauch hellbräunlich. Die Brust ist schmal quer gebändert, am Bauch wird diese Querbänderung weniger auffällig. Die Flanken sind kastanienbraun. Die Körperoberseite ist dunkel rotbraun mit einer wenig kontrastierenden Querbänderung. Die Flügel sind dunkel rotbraun mit dunklen Streifen. Die Unterschwanzdecken sind rotbraun. Die Schwanzfedern matt rötlich braun. Der Schnabel ist dunkelbraun, die Spitze des Unterschnabels ist aufgehellt. Die Iris ist blaugrau mit einem orangeroten Ring. Die Füße und Beine sind dunkel rot. 

### Erscheinungsbild des Weibchens und der Jungvögel
Das Weibchen gleicht auf der Körperoberseite dem Männchen. Die Körperunterseite hat einen wärmeren, zimtbraunen bis haselnussfarbenen Ton. Dem Vorderhals und der Brust fehlt die dunkle Querbänderung. Die Brustfedern haben jedoch eine graue Basis mit einem rotbraunen Saum, was die Brust gefleckt erscheinen lässt. Auf dem Bauch dagegen ist bei vielen Individuen eine diffuse Querbänderung vorhanden. 
Die Jungvögel sind brauner als die adulten Vögel und sind auf der Körperunterseite sehr intensiv quergebändert. Der Kopf ist bei ihnen rotbraun und schwarz gestreift.

## Verwechselungsmöglichkeiten
Auf Grund des für Kuckuckstauben charakteristischen Körperbaus kann die Große Kuckuckstaube in ihrem Verbreitungsgebiet mit keiner Taubenart verwechselt werden, die zu einer anderen Gattung gehört. Verwechselungsmöglichkeiten bestehen mit der Kleinen Kuckuckstaube, die auf Timor vorkommt. Die Kleine Kuckuckstaube ist jedoch sehr viel kleiner als die Große Kuckuckstaube. Die Männchen dieser Art sind stärker zimtfarben und auf der Brust nur in sehr geringem Maße quergebändert. Der rotbraune Scheitel kontrastiert auffällig mit den Kopfseiten und dem grünlich-lila schimmernden Hinterhals.

## Verbreitung und Lebensraum
Die Große Kuckuckstaube kommt auf mehreren Inseln in Südostasien vor. Verbreitungsschwerpunkt sind die Kleinen Sundainseln. Zum Verbreitungsgebiet zählen die Inseln Timor, Alor, Wetar, Leti, Moa, Romang, das südliche Sulawesi, Salajar, die Tanimbarinseln und Kalao.
Auf Timor besiedelt die Große Kuckuckstaube überwiegend trockene Wälder. Sie kommt dort auch in Sekundärwald vor. Auf Tanimbar wird sie überwiegend in trockenen Monsunwäldern und an Waldrändern angetroffen. 

## Lebensweise
Auf Tanimbar ist die Große Kuckuckstaube ein vergleichsweise häufiger Vogel, der wegen seiner geringen Scheu gegenüber Menschen häufig zu beobachten ist und der durch seine lauten Rufe auffällt. Häufig sitzen Große Kuckuckstauben einzeln oder paarweise in den Bäumen, die die Straßen säumen. Der Flug ist schnell und direkt.
Über die Fortpflanzungsbiologie dieser Taubenart ist noch nichts bekannt.